# Honda CB750 Hornet
Honda CB 750 Hornet - байк від компанії Honda.

## Характеристики
Honda CB750 Hornet оснащена новим двоциліндровим рядним двигуном з шийками колінвала, зсунутими на 270 градусів. Мотор робочим об'ємом 755 см3 розвиває максимальну потужність 92 к.с. при 9500 об/хв і піковий крутний момент 75 Нм при 7250 об/хв. Він агрегатований з 6-ступеневою коробкою передач, зчеплення, що прослизає, входить у стандартну комплектацію.
Електронні інжекторні лічильники подачі палива. Запатентовані Honda Air Flow Ducts забезпечують ефективну індукцію через низхідні впускні тракти. Він розгойдує Unicam, натхненний CRF, який активує всі вісім клапанів у голові, що є рішенням для зниження ваги.

## Кузов
Двигун встановлений у сталеву трубчасту раму, яка відрізняється високою жорсткістю у поєднанні з низькою масою. Спереду у нового Hornet вилка перевернутого типу Showa SFF-BP TM діаметром 41 мм, ззаду - моноамортизатор, з'єднаний з маятником задньої підвіски через систему важелів Pro-Link. Сама рама важить 16,6 кг, що є небагато для мотоцикла.

## Оптика
Вся оптика Honda CB750 Hornet є повністю світлодіодною, покажчики поворотів доповнені функцією автоматичного відключення.

## Розміри
Розміри є звичними, як для мотоциклів такого класу. Довжина̜ -2090мм, ширина̠-780мм, висота-1085мм, коліна база-1425мм.

## Історія мотоциклу Hornet

### Перше покоління (2004 – 2007) - код PC38
Старший мотоцикл середньої ваги CB500 не відповідає стандартам віків , тому Honda представила новий європейський дизайн, заснований на існуючому двигуні Hornet, і надала йому вигляд, який надихає на безпеку та приваблює водіїв, які повертаються, новачків або жінок. Стандарти EURO2 відповідають стандартам, тоді як ABS є опціональним (заводська збірка) як на нейкедах, так і на моделях з напівобтікачем. Центральна підставка входить у стандартну комплектацію лише у версії ABS. Сидіння регулюється в 3 положеннях. Коробка передач і двигун оптимізовані для плавної передачі потужності. Для версії з напівобтікачем було запропоновано 4 кольори – чорний, сірий дельфін, перлинно-червоний та синій металік.

### Друге покоління (2008 – 2013) - код PC43
У 2008 році представлено оновлене покоління, яке відповідає вимогам EURO3, та підвищеним стандартам щодо віків. Двигун - це дефорсована модель CBR600RR 2007 року з інжектором, що зменшує розхід пального з 5-7 літрів на 100 км до 4-5 л на 100 км, зберігаючи при цьому максимальну вихідну потужність. Ємність паливного бака збільшена на один літр, нові шасі виготовлені з алюмінію, а колір двигуна тепер сірий металік замість чорного. Колірна гамма збереглася на 2008 та 2009 роки. У 2010 році до версії з напівобтікачем були додані з’єднання чорно-червоного, біло-червоного та біло-синього кольорів.